# 卡斯特利诺德塞亚纳
卡斯特利诺德塞亚纳，是西班牙加泰罗尼亚莱里达省的一个市镇。 总面积16平方公里，总人口693人（2001年），人口密度43人/平方公里。